# Ратон (перевал)
Перевал Ратон (англ. Raton Pass) — горный перевал на высоте 2388 метров на границе Колорадо и Нью-Мексико на западе США.
Ратон по-испански означает «мышь».
Перевал расположен на восточной стороне гор Сангре-де-Кристо между городами Тринидад, Колорадо и Ратон, Нью-Мексико, примерно в 290 км к северо-востоку от Санта-Фе. Перевал пересекает линию вулканических гор, которая простирается на восток от гор Сангре-де-Кристо вдоль государственной границы, и обеспечивает наиболее прямой сухопутный маршрут между долиной реки Арканзас на севере и верхней долиной реки Канейдиан-Ривер, ведущей к Санта-Фе, к югу. На перевале теперь проходят автомагистраль Interstate 25 и железнодорожные пути.
В 1960 году перевал был признан Национальным историческим памятником США.
В 1821 году капитан Уильям Бекнелл  проложил тропу Санта-Фе через перевал. В 1846 году во время американо-мексиканской войны Стивен У. Карни и его войска прошли через перевал по пути в Нью-Мексико. Во время гражданской войны это был основной путь в Нью-Мексико. Позже, в 1866 году, Риченс Лейси Вуттон построил здесь дорогу и перевал стал платным.
В конце XIX века через перевал была проложена железнодорожная линия дороги Atchison, Topeka and Santa Fe Railway. Маршрут через перевал требовал уклонов до 35% с туннелем в самой высокой точке AT&SF на высоте 7588 футов над уровнем моря. Туннель полностью находится в Нью-Мексико, а его северный портал находится всего в нескольких футах к югу от границы с Колорадо.
В XX веке перевал стал маршрутом американского шоссе 85, а затем межштатной автомагистрали 25 между Денвером и Альбукерке. Дорога на перевале находится на высоте 7834 фута над уровнем моря, поэтому зачастую закрывается во время сильных зимних снегопадов.